# Svoboda (1952−1964)
Svoboda je nekdanja zveza delavskih prosvetnih društev, ki je delovala v obdovju 1952-1964.
Po 2. svetovni vojni se predvojne zveze kulturnih društev Svoboda niso obnovile. Na novi podlagi je začela delovati Ljudska prosveta Slovenije. Komunistična partija Slovenije je želela okrepiti predvsem delovanje delavstva na kulturnem področju, zato so začeli poleti 1952 po večjih delavskih središčih ustanavljati nova društva, ki so se 23. avgusta 1952 združila v Zvezo delavskoprosvetnih društev Svoboda, ta pa se je vključila v krovno organizacijo - Ljudsko prosveto Slovenije, vendar pa je Svoboda v svojem delovanju ostala samostojna. Za predsednika je bil izvoljen Ivan Regent, ki je bil hkrati urednik drušštvene revije Socialistična misel. Na 2. kongresu, ki je bil konec maja 1954 v Celju je Svoboda združevala 131 društev, ki so imela po več sekcij, z okoli 40.000 člani. Med glavnimi dejavnostmi zveze so bile gledališke predstave, pevski zbori, delavske univerze ter glasbene in plesne prireditve. Največja društva so bila na območju industrijskih središč (Ljubljana, Celje, Jesenice, Kranj, Maribor in večji kraji v Zasavju).
Na izrednem kongresu 22. oktobra 1955 na Jesenicah se je zveza skupaj z Ljudsko prosveto Slovenije združila v Zvezo Svobod in prosvetnih društev Slovenije. Pozneje je bil nadzor oblasti nad društveno dejavnostjo vse manjši in ob koncu 50-tih in na začetku 60-tih let 20. stoletja se je ta začela zaradi novosti v načinu življenja prebivalstva (televizija, turizem, vse večja uporaba avtomobila itd.) hitreje spreminjati. Število članstva se je vse hitreje manjšalo, začeli so se ustnavljati novi klubi, sekcije in društva, delavske univerze pa so razvile lastno organizacijo..